# Nuoto per salvamento ai Giochi mondiali 2022 - Staffetta 4×25 m trasporto manichino femminile
La gara della staffetta 4×25 m trasporto manichino femminile di nuoto per salvamento ai Giochi mondiali 2022 si è svolta l'11 luglio 2022 a Birmingham. Il programma non prevedeva turni preliminari ma solamente la finale.

## Risultati
| Pos | Nazione  | Tempo   |
| --- | -------- | ------- |
|     | Germania | 1:21.21 |
|     | Francia  | 1:21.79 |
|     | Belgio   | 1:23.41 |
| 4   | Spagna   | 1:25.55 |
| 5   | Italia   | 1:26.06 |
| 6   | Ungheria | 1:27.45 |
| 7   | Polonia  | 1:28.19 |
| 8   | Giappone | 1:30.67 |